# Brad Ference
Brad Ference (né le 2 avril 1979 à Calgary au Canada) est un joueur professionnel de hockey sur glace qui évoluait au poste de défenseur.

## Carrière
Il a été repêché par les Canucks de Vancouver en 10e place du repêchage d'entrée dans la LNH 1999.
Il s'engage pourtant aux Panthers de la Floride dès 1999 sans avoir joué pour les Canucks. Il y jouera jusqu'en 2003 avant de s'engager en cours de saison aux Coyotes de Phoenix.
Lors du lock-out en 2004 il s'engage au Hockey Club Morzine-Avoriaz dans le championnat de France de hockey la Ligue Magnus.
Il retrouve la LNH en 2006 après avoir évolué en Ligue américaine de hockey.
Il évolue aux Flames de Calgary où il ne jouera que 5 matchs.
Joueur autonome sans compensation il signe aux Red Wings de Détroit en 2007.

## Statistiques
| Saison     | Équipe                     | Ligue        |     | Saison régulière | Saison régulière | Saison régulière | Saison régulière | Saison régulière |    | Séries éliminatoires | Séries éliminatoires | Séries éliminatoires | Séries éliminatoires | Séries éliminatoires |
| Saison     | Équipe                     | Ligue        | PJ  | B                | A                | Pts              | Pun              | PJ               | B  | A                    | Pts                  | Pun                  |                      |                      |
| 1995-1996  | Chiefs de Spokane          | LHOu         | 5   | 0                | 2                | 2                | 18               | --               | -- | --                   | --                   | --                   |                      |                      |
| 1996-1997  | Chiefs de Spokane          | LHOu         | 67  | 6                | 20               | 26               | 324              | 9                | 0  | 4                    | 4                    | 21                   |                      |                      |
| 1997-1998  | Chiefs de Spokane          | LHOu         | 54  | 9                | 29               | 38               | 213              | 18               | 0  | 7                    | 7                    | 59                   |                      |                      |
| 1998-1999  | Chiefs de Spokane          | LHOu         | 31  | 3                | 22               | 25               | 125              | --               | -- | --                   | --                   | --                   |                      |                      |
| 1998-1999  | Americans de Tri-City      | WHL          | 20  | 6                | 15               | 21               | 116              | 12               | 1  | 9                    | 10                   | 63                   |                      |                      |
| 1999-2000  | Panthers de Louisville     | LAH          | 58  | 2                | 7                | 9                | 231              | 2                | 0  | 0                    | 0                    | 2                    |                      |                      |
| 1999-2000  | Panthers de la Floride     | LNH          | 13  | 0                | 2                | 2                | 46               | --               | -- | --                   | --                   | --                   |                      |                      |
| 2000-2001  | Panthers de Louisville     | LAH          | 52  | 3                | 21               | 24               | 200              | --               | -- | --                   | --                   | --                   |                      |                      |
| 2000-2001  | Panthers de la Floride     | LNH          | 14  | 0                | 1                | 1                | 14               | --               | -- | --                   | --                   | --                   |                      |                      |
| 2001-2002  | Panthers de la Floride     | LNH          | 80  | 2                | 15               | 17               | 254              | --               | -- | --                   | --                   | --                   |                      |                      |
| 2002-2003  | Panthers de la Floride     | LNH          | 60  | 2                | 6                | 8                | 118              | --               | -- | --                   | --                   | --                   |                      |                      |
| 2002-2003  | Coyotes de Phoenix         | LNH          | 15  | 0                | 1                | 1                | 28               | --               | -- | --                   | --                   | --                   |                      |                      |
| 2003-2004  | Coyotes de Phoenix         | LNH          | 63  | 0                | 5                | 5                | 103              | --               | -- | --                   | --                   | --                   |                      |                      |
| 2004-2005  | Morzine-Avoriaz            | Ligue Magnus | 17  | 2                | 10               | 12               | 138              | 4                | 1  | 4                    | 5                    | 10                   |                      |                      |
| 2005-2006  | Rampage de San Antonio     | LAH          | 19  | 2                | 9                | 11               | 39               | --               | -- | --                   | --                   | --                   |                      |                      |
| 2005-2006  | River Rats d'Albany        | LAH          | 43  | 3                | 8                | 11               | 96               | --               | -- | --                   | --                   | --                   |                      |                      |
| 2006-2007  | Ak-Sar-Ben Knights d'Omaha | LAH          | 73  | 3                | 23               | 26               | 210              | 6                | 0  | 0                    | 0                    | 6                    |                      |                      |
| 2006-2007  | Flames de Calgary          | LNH          | 5   | 0                | 0                | 0                | 2                | --               | -- | --                   | --                   | --                   |                      |                      |
| 2007-2008  | Griffins de Grand Rapids   | LAH          | 32  | 1                | 1                | 2                | 78               | --               | -- | --                   | --                   | --                   |                      |                      |
| Totaux LNH | Totaux LNH                 | Totaux LNH   | 250 | 4                | 30               | 34               | 565              |                  |    |                      |                      |                      |                      |                      |